# Painhofen
Painhofen ist ein Ortsteil der Gemeinde Greifenberg im oberbayerischen Landkreis Landsberg am Lech.

## Geografie
Der Weiler Painhofen liegt circa zwei Kilometer nordöstlich von Greifenberg in einer Moränenlandschaft.

## Geschichte
Painhofen wird erstmals 1420 als Painhoven genannt, der Ortsname leitet sich vom Personennamen Peio ab.
Im Jahr 1752 werden zwei ⅜-Höfe genannt, beide waren der Hofmark Greifenberg grundbar.

## Sehenswürdigkeiten
In Painhofen befindet sich eine Hofkapelle von 1901.
Siehe auch: Liste der Baudenkmäler in Painhofen